# 算用記
『算用記』（さんようき）は、著者不明の和算書。日本に現存する和算書の中では特に古い（最古といわれることもある）。刊期は不明であるが安土桃山時代から江戸時代初期とされ、元和8年（1622年）に刊行された毛利重能の『割算書』の中で同書が難解であると批判したと思しき記述が見られることから同書よりも古いと推定される。算盤による計算法が導入されており、体積の算出や金利計算、測量の方法についてなどが記されている。和算が急速に発達したのは江戸時代のことであるが、本書はその直前の様子がうかがえる文献として重要である。現存するのは龍谷大学の写字台文庫の1冊のみである。